# ビューソニック
ビューソニック（ViewSonic Corporation）は、アメリカ合衆国カリフォルニア州ブレアに本社を置くコンピュータ周辺機器等を開発および販売する電子工学企業、およびそのブランド名である。

## 概要
台湾生まれのジェームス・チューが1986年にアメリカに移住し、1987年にキーポイントテクノロジー（Keypoint Technology Corporation）を設立した。1990年にビューソニック（ViewSonic）のブランド名でディスプレイを発表し、1993年に会社名をブランド名であるビューソニック（ViewSonic Corporation）に変更の上、統一した上で現在に至る。ビジュアルディスプレイ市場の大手企業として成長することになった。以後、世界各地で製品を販売しており、ディスプレイをはじめ、数々のコンピュータ周辺機器やハードウェアの開発や販売を行っている。
1998年、アメリカにおいて独立系のディスプレイブランドとなった。
2016年、ViewBoard インタラクティブディスプレイおよびmyViewBoard ソフトウェアエコシステムの導入により、製品ラインを拡大した。

### 日本法人
日本法人は、ビューソニックジャパン株式会社という名称で設立され、東京都中央区銀座に本社を置き、展開および販売されている。
日本においては当初はCRTモニター時代に参入していたが、後に撤退した。その後、ヨーロッパやアジアでも売れ行きが高まり、日本国内での販売を要望されていたことから、2015年に再参入することになり、液晶ディスプレイ3モデルを同年1月30日に販売した。

## 主力製品・事業
- ディスプレイ（主に液晶ディスプレイ）
- タッチパネル
- プロジェクタ